# イーズリー (サウスカロライナ州)
イーズリー（英: Easley）は、アメリカ合衆国サウスカロライナ州北西部のピケンズ郡にある都市。人口は2万2921人（2020年）。市域の一部はアンダーソン郡に入っている。グリーンビル・モールディン・イーズリー都市圏の主要都市である。
イーズリーでは2001年からビッグリーグ・ワールドシリーズ（15歳から18歳を対象とした野球のワールドシリーズ）を開催してきた。アッパー・サウスカロライナ州祭はイーズリーの東約3kmで開催されている。

## 歴史
1791年、最初にロックビルと名付けられた場所が翌年にはピケンズビルと改称され、後の1800年代後半にイーズリーとなった。ピケンズビルはその短い歴史の中でアップステート・サウスカロライナの発展に重要な役割を果たした。1792年、現在のグリーンビル郡と当時あったペンドルトン郡で構成されたワシントン地区の首府であるという特徴があった。1798年、ワシントン地区がグリーンビル地区とペンドルトン地区に分割され、ピケンズビルはペンドルトン地区の首府であり続けた。ペンドルトン地区は後にピケンズ郡、アンダーソン郡、オコニー郡と呼ばれるようになる地域で構成されていた。
ペンドルトンで新しい郡庁舎が建設され、刑事および一般訴訟裁判所となったときに、ピケンズビルの重要さが衰え始めた。ほんの2マイル (3 km) 離れただけのイーズリーを鉄道が通ったときに、最終的な運命が決まった。州はイーズリーの町を1874年1月に認証した。翌1875年、アメリカ合衆国郵政省が1795年に開局していたピケンズビル郵便局をイーズリー郵便局に改称した。
ピケンズビルとピケンズ軍はアメリカ独立戦争の時に有名となったアンドリュー・ピケンズ将軍にちなんで名付けられた。イーズリーという名前は南北戦争のときに南軍で戦ったウィリアム・キング・イーズリー将軍にちなんでいる。イーズリー将軍はアトランタ・アンド・シャーロット鉄道会社の弁護士であり、この会社がイーズリーを通る鉄道を所有していた。イーズリーの初代市長となったロバート・エリオット・ホルコムが町で最初の駅に資金を出し、建てた。

## 地理
イーズリーはピケンズ郡の南東部にあり、座標では北緯34度49分24秒 西経82度35分25秒 / 北緯34.82333度 西経82.59028度 (34.823371, -82.590394)に位置している。グリーンビル市の中心から西に19kmにある。
アメリカ合衆国国勢調査局に拠れば、市域全面積は12.3平方マイル (31.8 km2)であり、このうち陸地12.2平方マイル (31.7 km2)、水域は0.039平方マイル (0.1 km2)で水域率は0.17%である。

## 人口動態
以下は2000年の国勢調査による人口統計データである。
| 基礎データ - 人口: 17,754 人 - 世帯数: 7,227 世帯 - 家族数: 5,058 家族 - 人口密度: 644.3人/km2（1,668.8 人/mi2） - 住居数: 7,932 軒 - 住居密度: 287.8軒/km2（745.6 軒/mi2） 人種別人口構成 - 白人: 85.35% - アフリカン・アメリカン: 11.81% - ネイティブ・アメリカン: 0.14% - アジア人: 0.52% - 太平洋諸島系: 0.03% - その他の人種: 1.25% - 混血: 0.90% - ヒスパニック・ラテン系: 2.82% | 年齢別人口構成 - 18歳未満: 23.5% - 18-24歳: 8.5% - 25-44歳: 29.7% - 45-64歳: 23.6% - 65歳以上: 14.7% - 年齢の中央値: 37歳 - 性比（女性100人あたり男性の人口） - 総人口: 92.1 - 18歳以上: 88.6 世帯と家族（対世帯数） - 18歳未満の子供がいる: 30.6% - 結婚・同居している夫婦: 53.9% - 未婚・離婚・死別女性が世帯主: 12.3% - 非家族世帯: 30.0% - 単身世帯: 25.7% - 65歳以上の老人1人暮らし: 11.0% - 平均構成人数 - 世帯: 2.43人 - 家族: 2.90人 | 収入と家計 - 収入の中央値 - 世帯: 38,204米ドル - 家族: 47,867米ドル - 性別 - 男性: 35,399米ドル - 女性: 25,443米ドル - 人口1人あたり収入: 20,965米ドル - 貧困線以下 - 対人口: 10.9% - 対家族数: 8.4% - 18歳未満: 12.2% - 65歳以上: 11.9% |

## 公衆安全

### イーズリー警察署
イーズリー市は独自の警察署を運営しており、市内での司法権がある。警察署は中心街ノースウェスト・メインストリート沿い、イーズリー法執行センターに入っている。警官42人と文民3人が働いている。構成として、管理部、制服パトロール部、刑事部がある。管理部は署長、副署長、制服パトロール部長、刑事部長で構成される。制服パトロール部は4つのパトロールチームで構成される他、学校資源担当2人、さらに予備役がいる。刑事部は刑事3人で構成される。階級は軍隊に似ている。新任警官はパトロールマンであり、その後にマスター・パトロール・オフィサーとなり、刑事、軍曹、中尉、大尉、少佐と昇進し、最後は署長である。

### イーズリー消防署
イーズリー市は独自の消防署を運営しており、市内での司法権がある。駐屯所が市内に3か所、消防車は7台ある。

### バプテスト・イーズリー病院
イーズリー市は中心街のすぐ外にあるバプテスト・イーズリー病院を運営はしておらず、民間の所有である。しかし、郡内に2つしかない公共病院の1つである。

### ピケンズ郡救急医療隊
イーズリー市はピケンズ郡救急医療隊によって救急医療サービスが提供されている。市内に駐屯所が3か所ある。他にもボウワーズ緊急サービス、メドショア・アンビュランス・サービス、バイタル・ケア救急医療サービス、ソーン・アンビュランス、ペルザー・レスキュー・スクエアなど非緊急サービスに使われている。

## 軍隊

### 州軍
陸軍第263エアミサイル防衛司令部第2大隊B砲兵隊が、イーズリー市にあるイーズリー州軍武器庫を基地にしている。

### 徴兵部
- アメリカ陸軍徴兵部支所
- アメリカ海兵隊徴兵部支所

### ジュニア予備役士官訓練司令部（JROTC)
- イーズリー高校海軍 JROTC 大隊、20年連続で傑出した部隊として表彰された

## 学校
イーズリーの公共教育はピケンズ郡教育学区が管轄している。
- イーズリー高校、9年生-12年生
- R・H・ゲティス中学校、6年生-8年生
- ウェストエンド小学校、幼稚園から5年生
- フォレストエーカーズ小学校、幼稚園から5年生
- イーストエンド小学校、幼稚園から5年生
- クロスウェル小学校、幼稚園から5年生
- マッキシック小学校、幼稚園から5年生

就学前学校の大半は私立であり教会が教育行っている。イーズリー・クリスチャン学校など幾つかの私立学校もある。
イーズリー市内にトリカウンティ工科カレッジのキャンパスがある。クレムゾン大学が近くのクレムソン市内にある。

## 著名な出身者
- ロブ・スタニファー、メジャーリーグベースボール選手、フロリダ・マーリンズ、広島東洋カープ他